# Calanchi di Atri
Calanchi di Atri este o arie protejată (arie specială de conservare — SAC, sit de importanță comunitară — SCI) din Italia întinsă pe o suprafață de 1.154 ha, integral pe uscat.

## Localizare
Centrul sitului Calanchi di Atri este situat la coordonatele 42°33′07″N 13°59′15″E / 42.551926°N 13.987634°E.

## Înființare
Situl Calanchi di Atri a fost declarat sit de importanță comunitară în mai 1995 pentru a proteja 3 specii de animale. Situl a fost protejat și ca arie specială de conservare în decembrie 2018.

## Biodiversitate
Situată în ecoregiunea continentală, aria protejată conține 2 habitate naturale: Pseudostepă cu ierburi și specii anuale de Thero-Brachypodietea, Pajiști uscate seminaturale și facies de acoperire cu tufișuri pe substraturi calcaroase (Festuco-Brometalia) (* situri importante pentru orhidee).
La baza desemnării sitului se află mai multe specii protejate:
- amfibieni (1): Bombina pachypus
- mamifere (1): liliac cu urechi mari (Myotis bechsteinii)
- reptile (1): șarpele cu patru dungi (Elaphe quatuorlineata)

Pe lângă speciile protejate, pe teritoriul sitului au mai fost identificate 2 specii de plante, 1 specie de mamifere.